# 南桥街道 (湛江市)
南桥街道，是中华人民共和国广东省湛江市赤坎区下辖的一个乡镇级行政单位。

## 行政区划
南桥街道下辖以下地区：
康宁社区、康顺社区、百园社区、梧阔社区、霞海社区、龙潮社区、南桥村、百姓村、文保村和草苏村。